# Babingley
Babingley – wieś w Anglii, w hrabstwie Norfolk, w dystrykcie King’s Lynn and West Norfolk. Leży 65 km na zachód od Norwich i 148 km na północ od Londynu.